# Procalus
Procalus is een geslacht van kevers uit de familie bladkevers (Chrysomelidae).
De wetenschappelijke naam van het geslacht werd in 1865 gepubliceerd door Clark.

## Soorten
- Procalus silvai (Jerez, 1995)